# Maurice Roman de Gassowski
Pour les articles homonymes, voir Roman.
Maurice Roman de Gassowski (né le 28 février 1879 à Besançon et décédé en 1944) est un militaire de cavalerie franco-polonais aux nombreuses distinctions.

## Biographie
(juillet 2018).
Maurice Roman de Gassowski est né le 28 février 1879 à Besançon, d'une famille originaire de Pologne ayant pris part à l'Insurrection de novembre 1830. Après des études à l'Université de Franche-Comté en philologie, il s'engage le 16 novembre 1900 au 13e régiment de dragons français et poursuit sa carrière à l'école de Cavalerie de Saumur à partir de 1902. Il devient second lieutenant en 1906, puis devient chef de la deuxième division en 1909. Il est affecté le 21 septembre 1915 sur le front franco-polonais, puis détaché à l'armée polonaise le 10 septembre 1917 obtenant le grade de chef-adjoint d'État major de l'armée en novembre 1918. Il continue de cumuler de nombreuses promotions : commandant du 1er régiment de cavalerie légère le 31 mars 1919 et lieutenant-colonel le 10 avril 1919, commandant du 4e régiment de dragons le 1er septembre 1919, commandant du 4e régiment de fusiliers en octobre 1919, haut-commandant lors de l'opération Kiev mais relevé et envoyé au Département militaire du ministère de Varsovie, dirigeant de l'école de cavalerie centrale de Grudziądz en restant officier du 6e régiment de fusiliers de 1930 à 1923, puis en devient commandant en parallèle de la XVIe brigade de cavalerie. Prenant sa retraite le 30 septembre 1925 pour raisons médicales il rejoint la région de Nice, mais reste dans les contingents supplétifs potentiels en cas de guerre imminente.

## Distinctions
- Chevalier de la Légion d'honneur
- Officier d'académie
- Ordre militaire de Virtuti Militari ;
- Ordre Polonia Restituta ;
- Croix de la Valeur polonaise ;
- Croix de guerre 1914-1918 ;
- Médaille Interalliée - Médaille de la Victoire.